# Kyan Douglas
Kyan Douglas, född 5 maj 1970 i Miami, Florida, är en amerikansk TV-profil, känd från realityserien Fab 5 där han ansvarade för hud- och hårvård. 
Douglas är utbildad frisör och har arbetat som stylist i flera salonger och för TV och tidningar. Hans medverkan i Fab 5 gjorde honom populär, framför allt bland seriens kvinnliga fans. Detta ledde bland annat till att han skrev en bok om skönhetsvård för kvinnor, Beautified – Secrets for Women to Look Great and Feel Fabulous. 
Douglas har gästpelat i ett avsnitt av komediserien Living With Fran.